# Merovejci
Merovejci byla první dynastie vládnoucí Franské říši od nastoupení Chlodvíka roku 481 do nástupu dynastie Karlovců roku 751. Prvním historickým členem dynastie byl Chlodvíkův otec a král sálských Franků Childerich, syn polomytického krále Merovecha, od kterého se odvozuje název dynastie.
Chlodvík byl zakladatel Franské říše, když svou moc z původního panství kolem belgického Tournai výboji rozšířil na značnou část někdejší Galie. Podporu získal i přijetím křesťanství. Říši Chlodvík rozdělil mezi své syny na království Neustrie a Austrasie na severu a Akvitánie a Burgundsko na jihu. Posledním mocným merovejským panovníkem byl Dagobert I. († 639), po jeho smrti vláda králů upadala (tzv. rois féneants, „nicnedělající králové“) ve prospěch moci jejich „správců paláců“, majordomů. Poslední merovejský král Childerich III. byl sesazen majordomem Pipinem Krátkým, zakladatelem dynastie Karlovců.

## Významní panovníci rodu

### Chlodvík I.

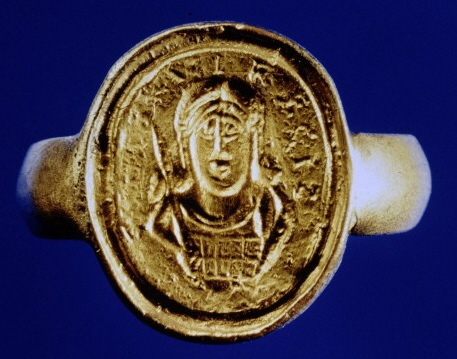
Childerichův prsten s jeho portrétem

Chlodvík I. žil v letech 466 až 511 a je považován za zakladatele Franské říše. Byl synem krále Childericha I. a vnukem polomytického Merovecha. Na rozdíl od svého otce, který byl spojencem Římanů proti postupu Vizigótů, zaútočil s mladými bojovníky sálských Franků na poslední římské panství v Galii, které se po pádu západořímské říše změnilo v osobní království Syagria, syna římského vojenského velitele Aegidia. V roce 486 nebo 487 Chlodvík s vybranými bojovníky zvítězil nad Syagriem v bitvě u Soissons a jeho území obsadil. Nedošlo však k masovému kmenovému stěhování. Díky Chlodvíkovi vznikl základ nového typu státu. Patrně v roce 498 došlo k přijetí křesťanství katolického ritu z rukou remešského arcibiskupa Remigia. Církev již dříve zprostředkovala sňatek Chlodvíka s katolickou princeznou Chrodechildou, přičemž měl první příznivé kontakty s ostrogótským králem Theodorichem I. Velikým. Také navázal spojenectví s východořímskou říší a obdržel titul konzula. V roce 507 s byzantským loďstvem zaútočil na říši Vizigótů a porazil krále Alaricha II. v bitvě u Vouillé. Dobyl Toulouse s vizigótským pokladem a posunul hranici své říše od Loiry do Akvitánie, nepodařilo se mu však probít se ke Středozemnímu moři. V jiných válkách připojil ke své říši území Franků na dolním Rýně a Alsasku. Říši rozdělil mezi své čtyři syny: Theuderich I. získal germánský severovýchod (Remeš), Chlodomer románský střed (Orléans), Childebert I. severozápad (Paříž) a Chlothar I. převážně území sálských Franků (Soissons). Říše byla rozdělena podle salického práva.

### Theuderich I.
Theuderich I., král od roku 511, byl nejstarším synem krále Chlodvíka. Narodil se Chlodvíkově milence a stal se králem v Metách. Byl nejschopnější z franských vládců své doby, organizoval zpočátku franské výboje. V roce 531 zničil říši Durynků, porazil kmen Sasů, roku 532 válčil s Góty. Posléze si podřídil Alamany a uhájil své území proti spiknutí barbarů. Rozšířil zájem Franské říše o Itálii, zahájil nepřátelství proti Justiniánovi I. Jeho syn a spoluvládce v Metách Theudebert (zemřel roku 548) dobytím Provence zajistil říši přístup k Středozemnímu moři. Při tažení na východ se zasnoubil v Panonii s dcerou krále Langobardů.

### Chlothar I.
Chlothar I., král od roku 511, byl nejmladší ze čtyř údělných králů, synů krále Chlodvíka. Stal se králem v Soissons, účastnil se válek s Burgundy, Alamany a Durynky. Roku 534 dobyl spolu s bratrem Childebertem I. království Burgundů, kde obdržel oblast Valence. Chlothar I. osobně zavraždil nezletilé syny svého bratra Chlodomera a v roce 555 až 556 porazil Sasy a Durynky, protože nechtěli odvádět tribut do říše. Dále vedl boje v Hispánii. Od roku 558 se stal samovládcem v celé Franské říši. Franská říše byla znovu rozdělena mezi jeho čtyři syny.
Král Theuderich I. rozšířil zájmy říše Franků do střední Evropy, Itálie a odklonil se od Byzance. V dalších dvou generacích vlády Merovejců zesílily domácí boje, které byly nakonec podbarveny bojem mezi královnami Brunhildou a Fredegundou. To vedlo k podlomení autority šlechty. Zároveň se konsolidovala na území Franské říše tří dílčí království: Austrasie (Mety), Neustrie (Paříž) a Burgundsko (Lyon). Roku 613 byla obnovena státní jednota za podpory majordomů (hlavní ministři králů a předáci šlechty).

### Chlothar II.

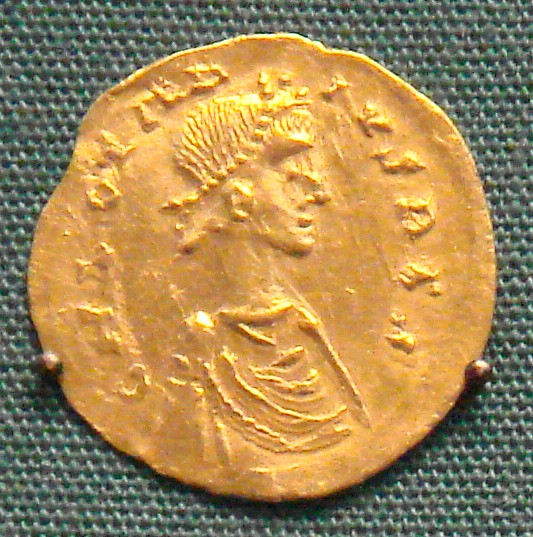
Mince s portrétem Chlothara II. (584–628), dnes Britské muzeum

Chlothar II., král od roku 584, syn Chilpericha I. a Fredegundy. S čtyřměsíčním Chlotharem II. po zavraždění otce vstoupila Fredegunda do Paříže, kde získala ochranu synova strýce Guntrama. Nakonec obdržel malé panství kolem Seiny v Neustrii. Na trůn byl povolán proti královně Brunhildě šlechtou a majordomy z Austrasie. Roku 613 porazil Brunichildu, přičemž ji nechal popravit. Na říšském sněmu v Paříži roku 614 se zavázal zavést úřad majordoma ve všech třech hlavních částech franské říše (Austrásie, Neustrie, Burgundsko) a potvrdil základní majetkové výsady šlechty (Edictum Chlotharii – respektování pozemkového majetku, hrabata musí pocházet z místní šlechty). Částečného uznání svých nároků dosáhla i církev (volba biskupů vedle králova jmenování).

### Dagobert I.
Dagobert I. se narodil patrně roku 608 a zemřel v roce 638 nebo 639, byl synem Chlothara II. Od roku 623 byl dílčím králem v Austrasii. Ve spojení s majordomy z rodu Pipinovců, kteří ho vychovávali, posiloval samostatnost země na centrální moci. Po otcově smrti se Dagobert I. stal roku 629 vrchním vládcem Franské říše, přesídlil do románské Neustrie a zbavil austrásijské majordomy (předky Karlovců) moci a úřadů. Dagobert I. úspěšně bojoval na západě s Bretonci a Basky. Roku 632 ovládl území zemřelého bratra Chariberta II. (Toulouse, Septimánie). V roce 631 uspořádal válečnou výpravu Franků, Bavorů a Langobardů proti Sámově říši, ale jeho vojsko bylo poraženo po neúspěšném obléhání Wogastisburku. Poražen byl také v Durynsku a Sasku. Přistoupil na nové dělení říše mezi nezletilé syny, tím podlomil autoritu dynastie Merovejců. Dagobert I. se stal zakladatelem kláštera v Saint-Denis.

### Childerich III.
Childerich III., poslední panovník z dynastie Merovejců, vládl v letech 743 až 751. Po něm začíná v roce 751 vládnout Pipin III. z rodu Pipinovců, zakladatel rodu Karlovců.